# Uniatowski
Uniatowski – drugi album studyjny polskiego piosenkarza Sławka Uniatowskiego. Wydawnictwo ukazało się 18 października 2024 nakładem wytwórni muzycznej Agora.
Album jest utrzymany w stylu muzyki pop. Składa się z wersji standardowej (1 CD).
Płyta zadebiutowała na 6. miejscu polskiej listy sprzedaży – OLiS.
Nagrania były promowane singlami: „Koniec świata”, „Drinking About You” i „Lie to Me”.

## Lista utworów
Opracowano na podstawie materiału źródłowego.
| Uniatowski – Wersja standardowa | Uniatowski – Wersja standardowa | Uniatowski – Wersja standardowa          | Uniatowski – Wersja standardowa | Uniatowski – Wersja standardowa |
| Nr                              | Tytuł utworu                    | Słowa                                    | Muzyka                          | Długość                         |
| ------------------------------- | ------------------------------- | ---------------------------------------- | ------------------------------- | ------------------------------- |
| 1.                              | „Zanim”                         | Janusz Onufrowicz                        | Sławomir Uniatowski             | 3:12                            |
| 2.                              | „Down the Shore”                | Tomasz Organek                           | Sławomir Uniatowski             | 4:28                            |
| 3.                              | „Gdy płonie świat”              | Janusz Onufrowicz                        | Sławomir Uniatowski             | 3:34                            |
| 4.                              | „Mess Around”                   | Sławomir Uniatowski, Tomasz Skierczyński | Sławomir Uniatowski             | 3:20                            |
| 5.                              | „Naiwna”                        | Jacek Cygan                              | Sławomir Uniatowski             | 3:35                            |
| 6.                              | „I'll Take You By the Hand”     | Tomasz Organek                           | Sławomir Uniatowski             | 2:54                            |
| 7.                              | „Bezcieleśni”                   | Janusz Onufrowicz                        | Sławomir Uniatowski             | 3:43                            |
| 8.                              | „Drinking About You”            | Robert Amirian                           | Sławomir Uniatowski             | 2:48                            |
| 9.                              | „Koniec świata”                 | Janusz Onufrowicz                        | Sławomir Uniatowski             | 3:16                            |
| 10.                             | „Wielki błękit”                 | Janusz Onufrowicz                        | Sławomir Uniatowski             | 3:59                            |
| 11.                             | „Wielkie słowa”                 | Michał Zabłocki                          | Sławomir Uniatowski             | 2:54                            |
| 12.                             | „Lie to Me”                     | Tomasz Skierczyński                      | Sławomir Uniatowski             | 2:45                            |
|                                 |                                 |                                          |                                 | 40:28                           |

## Pozycje na listach sprzedaży

### Pozycje na listach tygodniowych
| Kraj   | Lista (2024)            | Najwyższa pozycja |
| ------ | ----------------------- | ----------------- |
| Polska | OLiS – albumy           | 6                 |
| Polska | OLiS – albumy fizycznie | 3                 |